# Yukon (Oklahoma)
Pour les articles homonymes, voir Yukon (homonymie).
Yukon est une ville du comté de Canadian en Oklahoma, aux États-Unis.